# Busiga bävrar
Busiga bävrar (engelska: The Angry Beavers) är en US-amerikansk animerad serie som skapats av Mitch Schauer. Serien sändes under fyra säsonger från 1997 och 2001 på Nickelodeon. Huvudpersonerna är två bröder, Norbys och Daggys, som börjar leva ett självständigt liv eftersom de blivit utkastade från hemmet av sina föräldrar.

## Amerikanska röster
- Daggett (Dag) - Richard Steven Horvitz
- Norbert (Norb) - Nick Bakay

## Svenska röster
- Daggys - Steve Kratz
- Norbys - Jan Simonsson